# Johann Friedrich Wilhelm Herbst

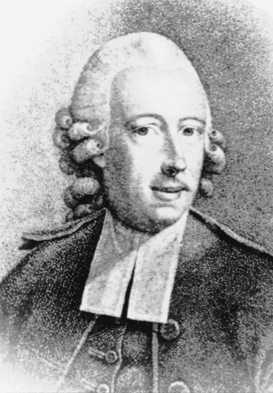
Johann Friedrich Wilhelm Herbst

Johann Friedrich Wilhelm Herbst (* 1. November 1743 in Petershagen; † 5. November 1807 in Berlin) war ein deutscher Naturforscher und Entomologe. Er war Mitglied der Freimaurerloge Pythagoras zum flammenden Stern in Berlin.
Seine Eltern waren Nikolaus Herbst (1705–1773), aus Derenburg bei Halberstadt – Oberprediger in Petershagen und Superintendent im Fürstentum Minden –, und dessen Ehefrau Anna Elisabeth von Oven (1721–1746). Seine Mutter war die Tochter des Advokaten in Wesel Johann von Oven und seiner Ehefrau Maria Anna Mechthild de Souches und Schwester des preußischen Generalmajors Friedrich von Oven.

## Leben
Er studierte Theologie in Halle und war dann als Erzieher tätig. Seine letzte Anstellung war beim Hofrat und Ritter Weitzel in Berlin. Im Jahr 1769 wurde er dann ordiniert und kam als Feldprediger in das Infanterie-Regiment Nr. 23, nach einigen Jahren wechselte er dann in die Berliner Kadettenanstalt. Danach ging er wohl als Prediger nach Reppen im Kreis Sternberg, aber 1782 wurde er 3. Diakon an der Kirche Sankt Marien in Berlin. Dort wurde 1798 2. Diakon und 1805 bis zu seinem Tod Archidiakon.
Daneben war Herbst begeisterter Zoologe und beschäftigte sich eingehend mit der Systematik der Insekten. Er hatte eine umfangreiche Insektensammlung und veröffentlichte eine Reihe bedeutender Bücher. Er war unter anderem Mitglied der Gesellschaft Naturforschender Freunde zu Berlin.

## Familie
Er heiratete 1770 in Berlin Euphrosyne Luise Sophie Waldschmidt (1742–1805), eine Tochter des Hofrats Philbert Libert Waldschmidt und der Catharine Juliana Weitzel. Kinder sind keine bekannt.

## Schriften
- mit Carl Gustav Jablonsky (Hrsg.): Naturgeschichte der in- und ausländischen Insekten (1783–1806, 10 Bände), Band 1, Band 2, Band 3 Band 4, Band 5, Band 6, Band 7, Band 8, Band 9, Band 10
- Natürliche Abbildungen der merkwürdigsten Insecten nach ihren Geschlechtern (1784/85, 3 Bände)
- Anleitung zur Kenntnis der Insekten (1784–86, 3 Bände)
- Gemeinnüzzige Naturgeschichte des Thierreichs, Band 3,1 Band 4, Band 5
- Naturgeschichte der Krabben und Krebse (1782–1804, 3 Bände) Band 1
- Einleitung zur Kenntnis der Würmer (1787–1788, 2 Bände)
- Versuch einer Naturgeschichte der Krabben und Krebse (1790) doi:10.5962/bhl.title.64679 Band 1, Band 2, Band 3, Band 4
- Natursystem der ungeflügelten Insekten (1797–1800, 4 Teile) Band 1
- Fortsetzung der Naturgeschichte der Insektengattung Opilio, Band 2, Band 3
- Naturgeschichte der Skorpionen, Digitalisat